# Mancomunidad de los Concejos del Oriente de Asturias

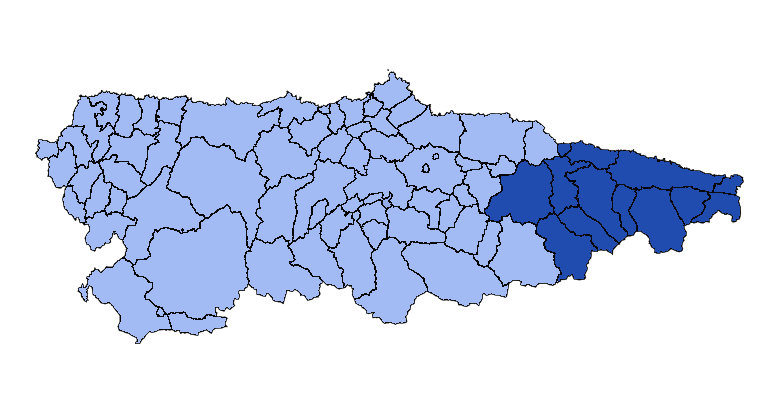
Vista de los concejos que forman la mancomunidad.

La Mancomunidad de los Concejos del Oriente de Asturias fue creada a comienzos de los años 80, tiene como objetivo mejorar y aumentar los servicios que prestan los ayuntamientos a los ciudadanos, promover el turismo y fomentar un incremento del desarrollo de la comarca. Además, a través de la Agencia para el Desarrollo Local, se da asesoramiento e información sobre el fomento del empleo dando apoyo a las distintas iniciativas empresariales y promoviendo empresas de economía social.
Comprende los concejos de:
- Amieva
- Cabrales
- Cangas de Onís
- Caravia
- Llanes
- Onís
- Parres
- Peñamellera Alta
- Peñamellera Baja
- Piloña
- Ponga
- Ribadedeva
- Ribadesella